# Mojtyny (Piecki)
Mojtyny (deutsch Moythienen) ist ein Ort in der polnischen Woiwodschaft Ermland-Masuren, der zur Landgemeinde Piecki (Peitschendorf) im Kreis Mrągowo (Sensburg) gehört.

## Geographische Lage
Mojtyny liegt am Nordufer des Jezioro Mojtyny (Moythiener See) im äußersten Westen des Landschaftsparks Masuren (polnisch: Mazurski Park Krajobrazowy) nahe dem Jezioro Mokre (Muckersee). Durch den Ort verläuft in Nord-Süd-Richtung die polnische Landesstraße 59, die Giżycko (55 km, Lötzen) und Mrągowo (20 km, Sensburg) mit Rozogi (23 km, Friedrichsdorf) verbindet. 

## Geschichte
Das bis 1945 Moythienen genannte Dorf wurde am 8. April 1874 in den neu geschaffenen Amtsbezirk Aweyden (heute polnisch: Nawiady) eingegliedert. Er gehörte zum Kreis Sensburg im Regierungsbezirk Gumbinnen (1905 bis 1945 Regierungsbezirk Allenstein) in der preußischen Provinz Ostpreußen.
Am 1. Dezember 1910 waren in Moythienen 210 Einwohner registriert, 1933 waren es 197 und 1939 noch 202.
Aufgrund der Bestimmungen des Versailler Vertrags stimmte die Bevölkerung im Abstimmungsgebiet Allenstein, zu dem Moythienen gehörte, am 11. Juli 1920 über die weitere staatliche Zugehörigkeit zu Ostpreußen (und damit zu Deutschland) oder den Anschluss an Polen ab. In Moythienen stimmten 120 Einwohner für den Verbleib bei Ostpreußen, auf Polen entfielen keine Stimmen.
In Kriegsfolge kam Moythienen im Jahre 1945 zu Polen und erhielt die polnische Bezeichnung „Mojtyny“. Heute bildet Mojtyny mit der Siedlung Uklanka (Uklanken, 1938 bis 1945 Erbmühle) ein Schulzenamt innerhalb der Landgemeinde Piecki (Peitschendorf) im Powiat Mrągowski in der Woiwodschaft Ermland-Masuren (1975 bis 1998 Woiwodschaft Olsztyn).

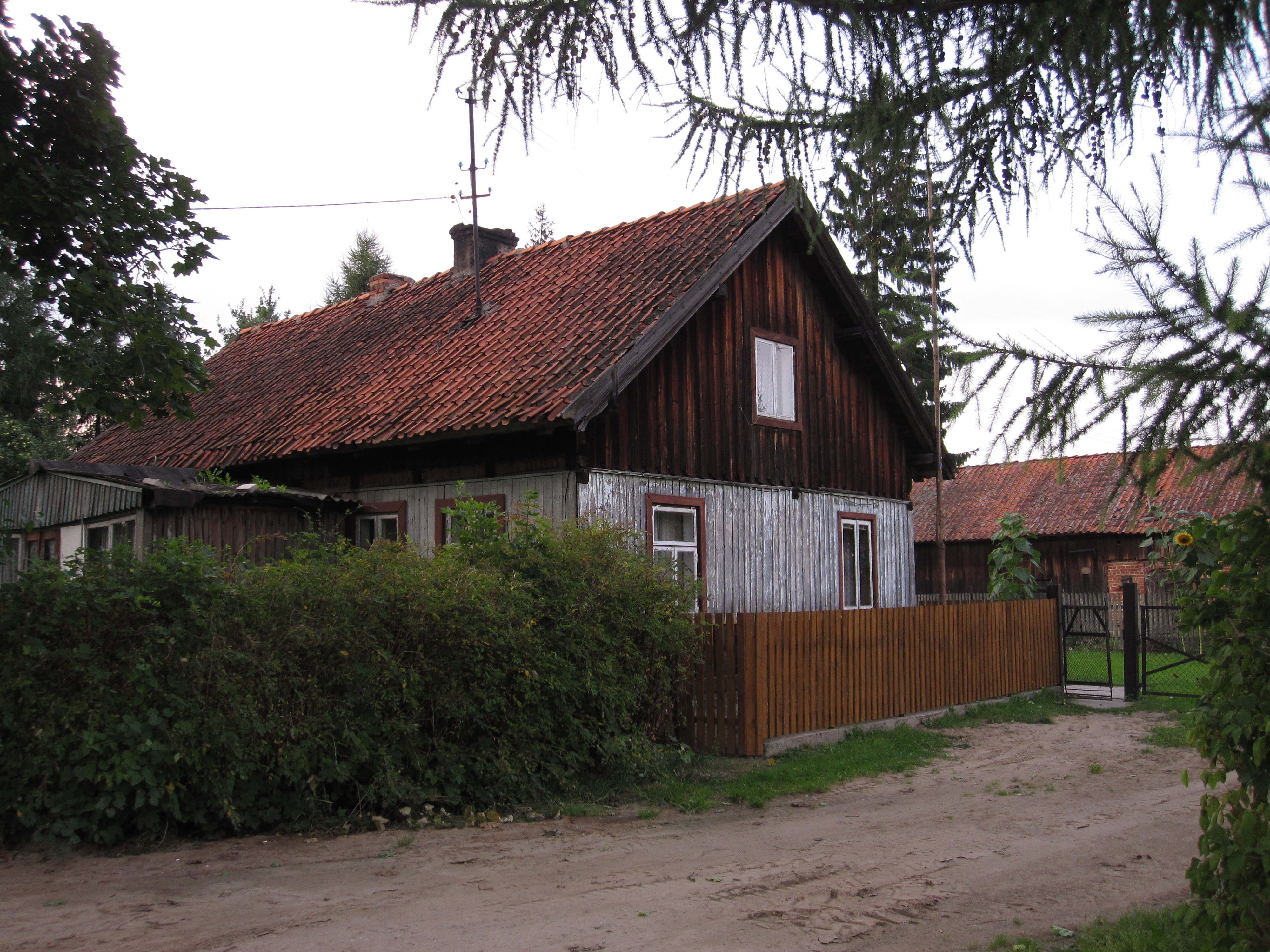
Denkmalgeschütztes Haus in Mojtyny

## Kirche
Die mehrheitlich evangelische Bevölkerung Moythienens gehörte bis 1945 zum Kirchspiel Aweyden (heute polnisch: Nawiady) im Kirchenkreis Sensburg (Mrągowo) innerhalb der Kirchenprovinz Ostpreußen der Kirche der Altpreußischen Union. Katholische Kirchenglieder waren der Pfarrgemeinde in Sensburg innerhalb des Bistums Ermland zugeordnet.
Seit 1945 lebt eine überwiegend katholische Einwohnerschaft in Mojtyny. Sie gehört jetzt zur Pfarrei in Nawiady (Aweyden) im Dekanat Mrągowo 1 (Sensburg) des Erzbistums Ermland der Katholischen Kirche in Polen. Hier lebende evangelische Kirchenglieder sind der Pfarrei in Mrągowo zugeordnet, die eine Filialgemeinde in Nawiady hat und zur Diözese Masuren der Evangelisch-Augsburgischen Kirche in Polen gehört.